# Abscisió
Abscisió (del llatí ab que significa 'enfora', i scindere, que significa 'tallar') és un terme que es fa servir en diferents aspectes de la biologia. En la botànica es refereix comunament al procés pel qual d'una planta cau una o més de les seves parts com són la fulla, el fruit, la flor o la llavor. En zoologia aquest terme es fa servir per descriure una caiguda intencional d'una part del cos com pot ser les pinces (d'un cranc) o l'autotomia d'una cua (per exemple en la sargantana) per evadir-se d'un depredador. En micologia l'abscisió és l'alliberament de les espores d'un fong. En biologia cel·lular l'abscisió es refereix a la separació de dues cèl·lules filles quan es completa la citoquinesi.

## Funció

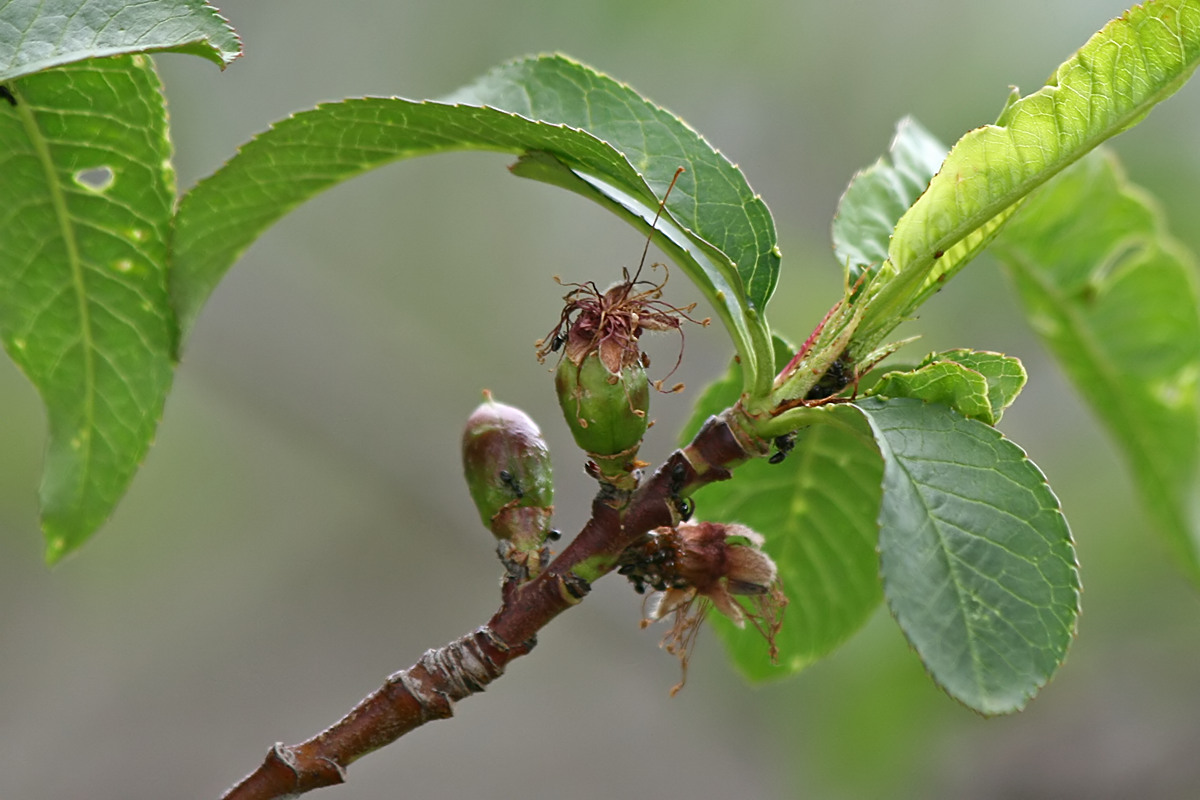
Abscisió dHypanthium durant el desenvolupament del fruit d'una nectarina

Una planta pot fer l'abscisió d'una part ja sigui per descartar un membre que ja no serà necessari, com la fulla durant la tardor, o d'una flor després de la fertilització o per la reproducció. Una altra forma d'abscisió és la caiguda dels fruits immadurs per tal de conservar recursos necessaris per portar la rest dels fruits a la maduresa. Si una fulla és danyada la planta la pot fer caure per tal de conservar aigua o per eficiència fotosintètica. La capa d'abscisió és de color gris verdós.
L'abscisió també pot ocórrer en les fulles prematures com una defensa de les plantes per exemple en alguns àfids que fan galles i així redueixen molt el nombre d'àfids.

## Mecanisme estructural
En arbres caducifolis la zona d'abscisió, que també s'anomena zona de separació, es forma a la base del pecíol. Està composta d'una capa superior amb cèl·lules de parets febles i una capa inferior que s'expandeix a la tardor i trenca les febles parets de les cèl·lules de la capa superior. Això permet que la fulla caigui. La pèrdua de clorofil·la activa el procés d'abscisió.

## Mecanisme químic
Hi ha una gran varietat d'espècies reactives de l'oxigen (ROS) principalment el peròxid d'hidrogen (H₂O₂), però també es generen per part de les plantes durant períodes d'estrès oxigen singlet superòxid, i el radical hidroxil. Els components biòtics i abiòtics inclouen la llum UV, les temperatures fresques, la llum excessiva, patògens, paràsits i alta salinitat.

## Hormones
L'auxina (IAA) i l'etilè estan implicats en la regulació de l'abscisió.
Abans es pensava que l'àcid abscíssic (abscíssic deriva d'abscisió) estimulava l'abscisió però s'ha comprovat que aquest no és el seu paper principal.
Els nivells d'auxines també estan implicats en els canvis de color de les fulles a la tardor.